# Final phase
「final phase」（ファイナル・フェイズ）は、日本の音楽ユニットであるfripSideの楽曲で、第2期16作目（通算17作目）のシングル。

## 概要
前作「Love with You」から1年3か月ぶりとなるシングル。初回限定盤と通常盤の2形態で発売。
表題曲「final phase」はテレビアニメ「とある科学の超電磁砲T」の前期オープニングテーマとなっており、またミュージック・ビデオは東京スカイツリーで撮影されたほか、芸人のカミナリがゲスト出演している。

## 収録曲
- 全作詞・作曲・編曲: 八木沼悟志

1. final phase [4:02]
  - テレビアニメ『とある科学の超電磁砲T』前期オープニングテーマ
2. promenade [5:56]
3. final phase＜instrumental＞ [4:02]
4. promenade＜instrumental＞ [5:57]

### 初回限定盤DVD
- final phase MV
- final phase MV Making
- TVアニメ「とある科学の超電磁砲Ｔ」ノンクレジットオープニング
- TVアニメ「とある科学の超電磁砲Ｔ」MV for “final phase”（特別編集アニメ映像）
- SPOT

## 参加ミュージシャン

### CD
Additional Musician
- a2c：Guitar (全曲)

## 収録アルバム
- the very best of fripSide 2009-2020 (#1)
- the very best of fripSide -moving ballads- (#2)

## カバー
- Poppin'Party［戸山香澄（愛美）］ - 『とある科学の超電磁砲T』とのコラボレーションの一環として、2020年6月30日にゲーム『バンドリ! ガールズバンドパーティ!』に収録[4]。これに先立つ同年6月19日 - 30日には、第2期fripSide10周年を兼ねて、原曲がゲーム内楽曲として配信された[5]。